# Rue Jean-Baptiste-Berlier
Pour les articles homonymes, voir Berlier.
La rue Jean-Baptiste-Berlier est une voie du 13e arrondissement de Paris.

## Situation et accès
La rue se situe dans la partie sud du secteur de l'avenue de France. Elle est desservie par l'arrêt Avenue de France de la ligne de tramway T3a. Elle est également desservie par la ligne de métro 14 à la station Bibliothèque François-Mitterrand, ainsi que par la ligne C du RER (gare de la Bibliothèque François-Mitterrand).
A terme, elle sera desservie également par la ligne 10 du métro prolongée.

## Origine du nom

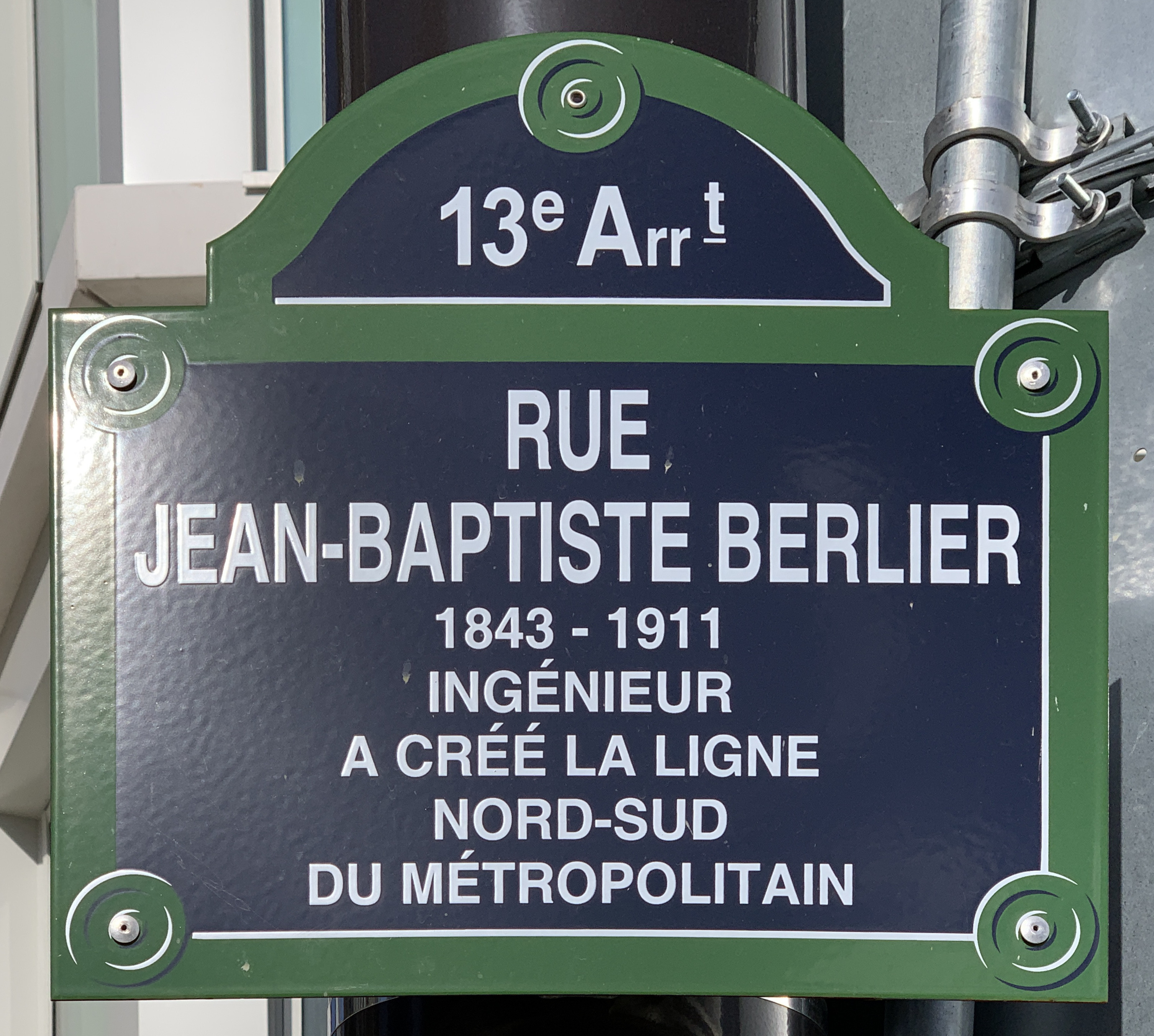
Plaque de la rue.

L'origine de son nom renvoie à la personne de Jean-Baptiste Berlier (1843-1911), ingénieur français, créateur de la transmission « pneumatique » des cartes-télégrammes (par tube pneumatique), auteur du premier projet de « tramway souterrain », l'actuel métropolitain.

## Historique

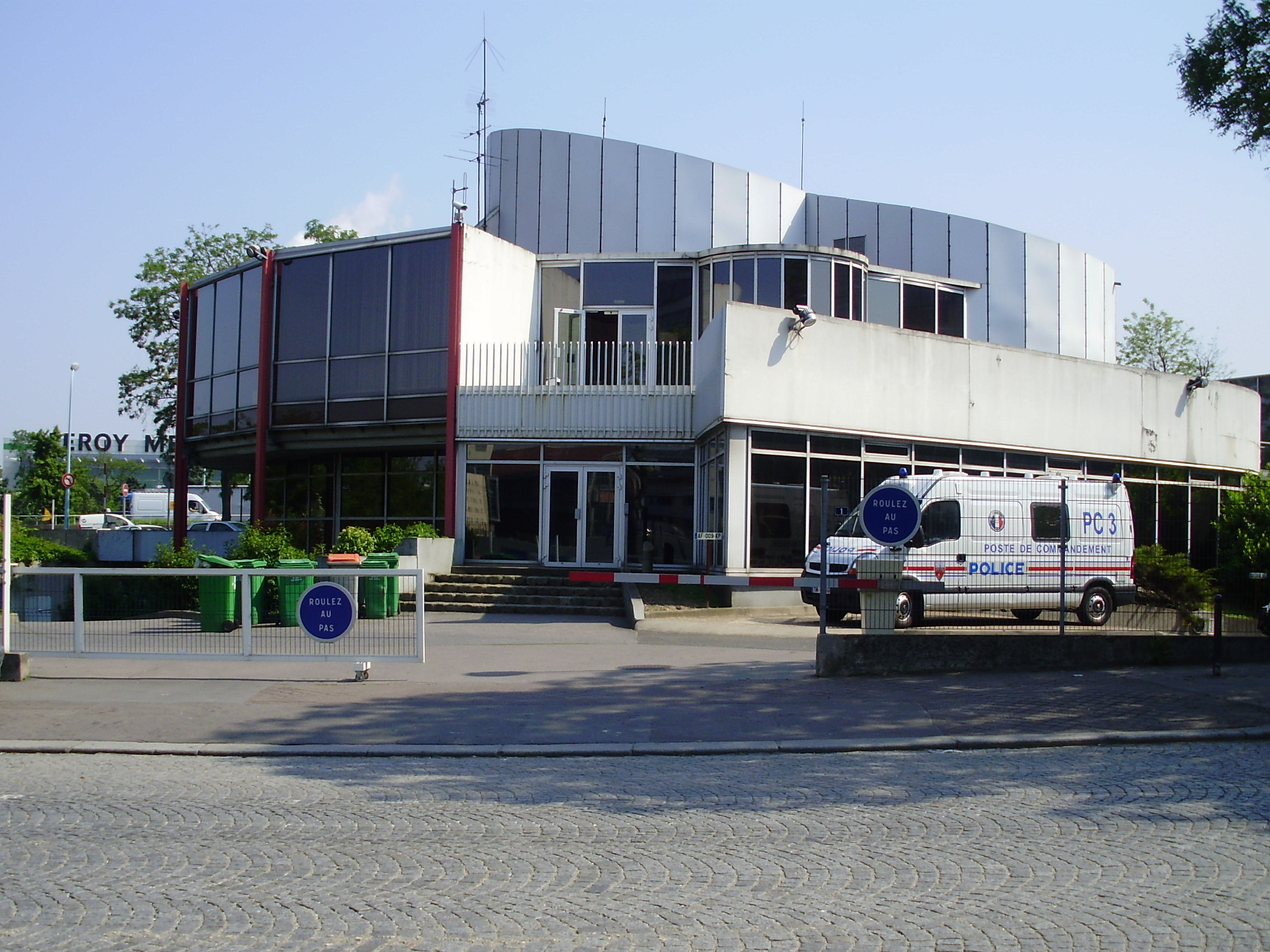
Bâtiment du poste de contrôle et d'exploitation Berlier.

Cette rue est ouverte sur l'emplacement des bastions nos 93 et 94 de l'enceinte de Thiers et prend sa dénomination actuelle le 8 juin 1946.
Son débouché sur le quai d'Ivry a été modifié, dans les années 1970, lors de la construction du boulevard périphérique.
De 2013 à 2017, la rue fait l'objet d'importants travaux de réaménagement menés dans le cadre du programme Paris Rive Gauche. Anticipant un futur prolongement de la ligne 10 du métro qui doit desservir le futur quartier avant d'aller vers le terminus d'Ivry-Gambetta, il est créé de 2015 à 2017 une station de métro sous la forme d'une boite en béton, longue de 120 mètres située deux mètres sous terre.
En octobre 2019, la rue est étendue par absorption de la voie DX/13. Elle desservira, par le sud, le passage Madeleine-Pelletier.

## Bâtiments remarquables et lieux de mémoire
Au no 1 de cette rue était installé le « poste de contrôle et d'exploitation Berlier » où des agents de la Mairie de Paris et de la préfecture de police surveillaient le trafic du boulevard périphérique.